# Leiva (Nariño)
Leiva es un municipio colombiano ubicado en el departamento de Nariño. Se sitúa al nordeste del mismo y a 145 kilómetros de San Juan de Pasto, la capital del departamento.

## Toponimia

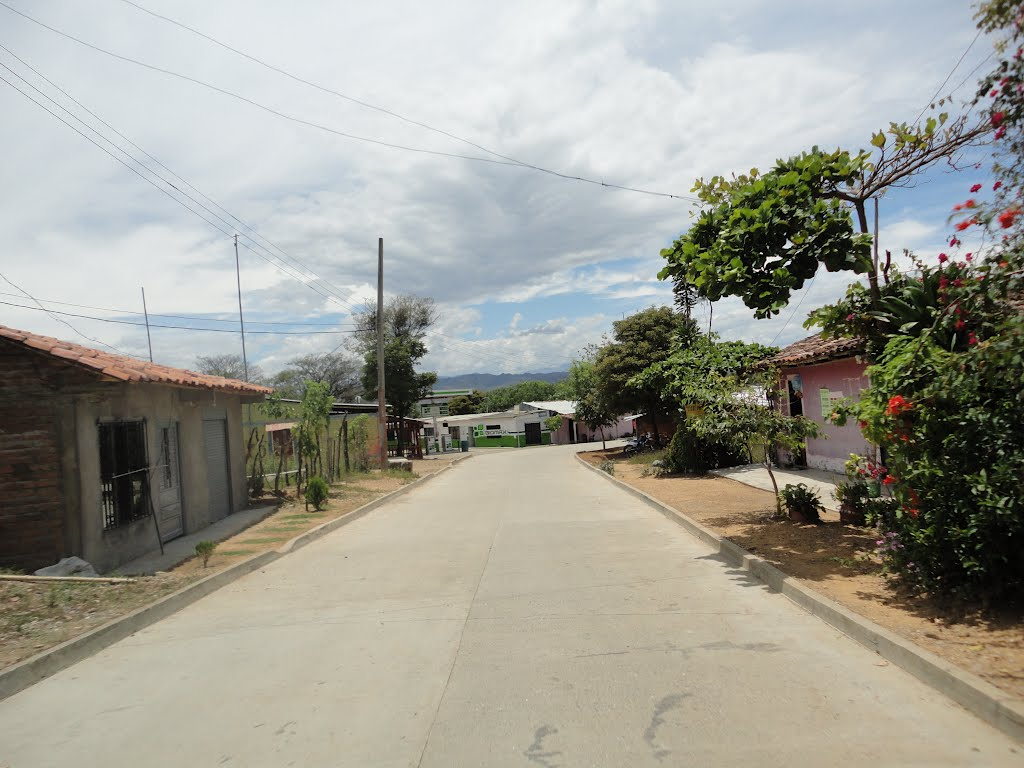
Vereda Santa Lucía, próxima a Zhachamates.

Leiva debe su nombre al presbítero Cuevas Leiva, párroco de La Unión, quien frecuentemente visitaba las locaciones cercanas, una de las cuales fuera precisamente el poblado de Leiva. Así fue como se adopta el nombre de la cabecera municipal, el corregimiento y el posterior municipio que se conformarían con los años.

## Geografía
El municipio de Leiva se encuentra ubicado en el nororiente del departamento de Nariño, en las estribaciones de la Cordillera Occidental (Colombia). Hacia el norte limita con el municipio de Balboa, al sur con el municipio de El Rosario, al oriente con el municipio de Mercaderes y al occidente con los municipios de Policarpa y El Charco.
Se pueden reconocer cuatro tipos de formaciones geográficas, la primera el valle que crea el Patía, la segunda que es la parte oriental de la Cordillera Occidental (Colombia), la tercera ubicada entre los dos ramales de la Cordillera Occidental (Colombia) y la cuarta que es la parte más alta de la cordillera.

## División Político-Administrativa
Además de su Cabecera municipal. Leiva tiene bajo su jurisdicción los siguientes Centros poblados:
- El Palmar
- El Tablón
- La Florida
- Las Delicias
- Puerto Nuevo
- Santa Lucía
- Villa Baja

## Historia
Los Dorados, López y Galíndez son considerados como los primeros habitantes de la zona que hoy ocupa el municipio, todas estas familias eran pertinentes a la etnia quillacinga. Estos habitaron las zonas aledañas al curso del río Patía y las estribaciones de la cordillera occidental.
La villa de Leiva fue fundada en 1572 por el primer presidente de la Real Audiencia del Nuevo Reino de Granada, Andrés Díaz Venero de Leyva, quien tuvo una destacada actuación en el territorio puesto que gobernó con justicia y equidad y concedió a los indígenas los derechos humanos que les correspondían, además de promover la enseñanza abriendo escuelas patrocinadas por los cabildos y encomenderos, además de estimular los estudios superiores apoyando la creación de una cátedra de artes y otra de teología.
Como la fertilidad de la tierra era manifiesta, años después, la llegada de colonos provenientes del norte de Nariño y sur de Cauca no se hizo esperar. Los colonos provenían especialmente de poblaciones como La Unión, San Pablo, Taminango y Bolívar. La cabecera municipal que tiene el mismo nombre, a principios del siglo xx estaba ubicada en los llanos del Casanare y estaba constituida por casas dispersas y sin ninguna clase de unidad, además de ello afrontaban dos problemas; el primero, la carencia de agua y el segundo el hecho de haberse asentado cerca de una laguna que atría muchos mosquitos y con ellos gran cantidad de enfermedades.

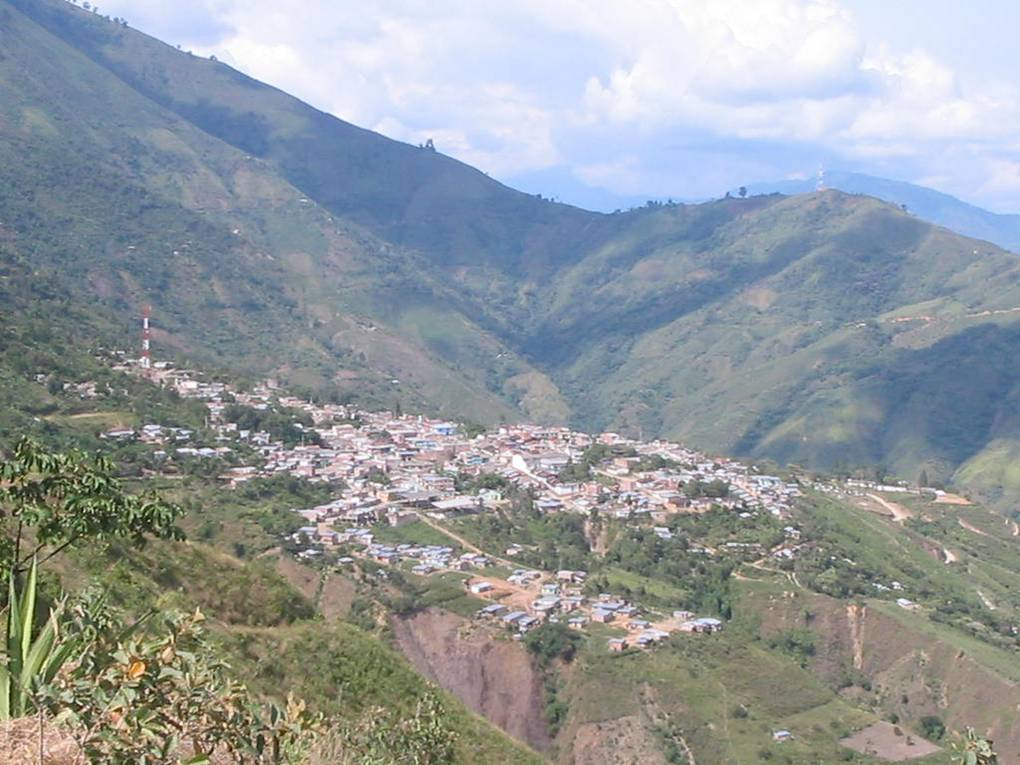
Leiva desde la vereda "Las Huertas".

Así fue como en un primer intento por trasladar el poblado, los habitantes de un caserío cercano y muy antiguo llamado «Las Delicias» quemaron las casas de los forasteros impidiéndoles asentarse en aquel lugar. Pese a ello se sabe que en 1924 las personas lograron poblar la zona en el mismo sitio donde se encuentra la cabecera municipal.
No se sabe a ciencia cierta quien fue el fundador de Leiva, pero algunos documentos confirman que Abraham Fernández Águeda Díaz donó el territorio para tal fin.
Hay que advertir también, que la cabecera municipal es posterior a la fundación del poblado de las Delicias pero a la misma vez anterior a otros pueblos importantes del municipio como son Palmar y Santa Lucía.
El primer intento por independizarse del municipio de El Rosario se dio en 1964 pero la falta de interés y la mínima influencia política hizo que el proyecto fracasara. Sin embargo ya en 1977 y a través de la ordenanza No 002 del 27 de noviembre se erige el municipio de Leiva, el municipio no. 52 del departamento de Nariño. Al principio se contaban con tres corregimientos y diecisiete veredas. Hoy por hoy el municipio tiene 6 corregimientos y 132 veredas.
Su primer alcalde fue el pastuso Noé Borboes Villota.

## Economía
La economía del municipio de Leiva se fundamente en la producción primaria, esencialmente la agricultura y la ganadería. En cuanto a la agricultura los productos que se explotan son el café, plátano, maíz y fríjol. Y en lo que a ganadería se refiere la mayor producción se obtiene gracias al ganado vacuno, pero esto no significa que no se explote el ganado ovino y el caprino. Sin embargo la actividad más productiva del municipio son los cultivos ilícitos, que generan empleo y altas ganancias pero que asimismo generan altos índices de violencia.